# Isola di Moiseev
L'isola di Moiseev (in russo Остров Моисеева, ostrov Moiseeva) è un'isola russa bagnata dal mare di Kara.
Amministrativamente appartiene al distretto di Tajmyr del Territorio di Krasnojarsk, nel Distretto Federale Siberiano.
Non va confusa con l'omonima isola bagnata dal mar del Giappone, nel golfo di Pietro il Grande e 37 km a sud-ovest di Vladivostok.

## Geografia
L'isola è situata nella parte sud-orientale del mare di Kara, direttamente a nord di capo Pologij (мыс Пологий, mys Pologij), che si trova lungo la costa settentrionale dell'isola Tajmyr. È separata da quest'ultima dallo stretto Toros (пролив Торос, proliv Toros), in quel punto largo poco più di 2,5 km; a nord-ovest, è separata dalle isole di Vil'kickij dallo stretto di Matisen (пролив Матисена, proliv Matisena); circa 3,8 km a est, si trova l'isola del Pilota Alekseev. Fa parte della Riserva naturale del Grande Artico.
L'isola è di forma rettangolare, con coste leggermente irregolari, orientata da sud-ovest a nord-est, e misura circa 3,5 km di lunghezza e 2,5 km di larghezza.
Al centro raggiunge un'altezza massima di 52 m s.l.m. che degrada fino a 6 m all'estremità meridionale. Nel nord-est le coste sono ripide, con scogliere alte fino a 20 m.

È presente un corso d'acqua stagionale che sfocia a ovest.

Geologicamente, l'isola di Moiseev, così come le isole vicine, sono una continuazione dell'arcipelago di Nordenskiöld, e talvolta sono considerate parte di esso.
L'isola prende il nome dal navigatore e ricercatore russo Stepan Andreevič Moiseev.

## Isole adiacenti
- Isola Rifovyj (остров Рифовый, in italiano "isola scoglio"),[4] a est di Moiseev, è un isolotto, lungo circa 400 m e largo 250 m.[1] 76°20′20.22″N 96°14′23.64″E